# Castilblanco
Castilblanco là một đô thị trong tỉnh Badajoz, Extremadura, Tây Ban Nha. Theo điều tra dân số 2005 (INE), đô thị này có dân số là 1146 người.
39°18′B 05°06′T / 39,3°B 5,1°T